# Eleições parlamentares europeias de 1994 (Irlanda)
As eleições parlamentares europeias de 1994 na Irlanda, realizadas a 10 de Junho, serviram para eleger os 15 deputados do país para o Parlamento Europeu. 

## Resultados Nacionais
| Partido                 | Partido                   | Votos     | %             | +/-   | Deputados | +/-     |
| ----------------------- | ------------------------- | --------- | ------------- | ----- | --------- | ------- |
|                         | Fianna Fáil               | 398 066   | 35,0 / 100,0  | 3,5   | 7 / 15    | 1       |
|                         | Fine Gael                 | 276 095   | 24,3 / 100,0  | 2,7   | 4 / 15    | Estável |
|                         | Partido Trabalhista       | 124 972   | 11,0 / 100,0  | 1,5   | 1 / 15    | Estável |
|                         | Partido Verde             | 90 046    | 7,9 / 100,0   | 4,2   | 2 / 15    | 2       |
|                         | Democratas Progressistas  | 73 696    | 6,5 / 100,0   | 5,5   | 0 / 15    | 1       |
|                         | Esquerda Democrática      | 39 706    | 3,5 / 100,0   | Novo  | 0 / 15    | Novo    |
|                         | Sinn Féin                 | 33 823    | 3,0 / 100,0   | 0,8   | 0 / 15    | Estável |
|                         | Partido dos Trabalhadores | 22 100    | 1,9 / 100,0   | 5,8   | 0 / 15    | 1       |
|                         | Independente              | 78 986    | 6,9 / 100,0   | 1,7   | 1 / 15    | Estável |
| Votos inválidos         | Votos inválidos           | 19 806    | 1,7 / 100,0   | 0,9   |           |         |
| Total                   | Total                     | 1 157 296 | 100,0 / 100,0 |       | 15 / 15   |         |
| Eleitorado/Participação | Eleitorado/Participação   | 2 631 575 | 43,9 / 100,0  | 24,4  |           |         |
| Fonte                   | Fonte                     | [ 2 ]     | [ 2 ]         | [ 2 ] | [ 2 ]     | [ 2 ]   |

## Resultados por Região
| Região   | %    | %    | %    | %    | %   | %   | %   | %   |
| Região   | FF   | FG   | LAB  | GP   | DP  | DL  | SF  | WP  |
| -------- | ---- | ---- | ---- | ---- | --- | --- | --- | --- |
| Connacht | 42,5 | 29,7 | 8,5  | 3,7  | 9,1 | -   | 6,0 | -   |
| Dublin   | 20,9 | 23,8 | 14,1 | 14,5 | 3,0 | 8,7 | 3,0 | 5,7 |
| Leinster | 33,5 | 27,7 | 15,5 | 11,8 | 4,8 | -   | 2,5 | -   |
| Munster  | 42,1 | 18,7 | 7,0  | 2,8  | 8,7 | 4,3 | 1,4 | 1,7 |
| Irlanda  | 35,0 | 24,3 | 11,0 | 7,9  | 6,5 | 3,5 | 3,0 | 1,9 |